# Psilotrichum sericeum
Psilotrichum sericeum là loài thực vật có hoa thuộc họ Dền. Loài này được (J. König ex Roxb.) Dalzell miêu tả khoa học đầu tiên năm 1861.